# Løvemund
Løvemund (Antirrhinum) er en planteslægt med 36 arter, der er udbredt i både Europa, Asien og Nordamerika og med tydelige tyngdepunkter i henholdsvis Middelhavsområdet og Californien.

## Taxonomi
Slægtens taxonomiske forhold diskuteres for tiden kraftigt blandt forskerne. Ved den ene yderlighed står ITIS, som kun vil anerkende de europæiske arter i slægten. Ved den anden yderlighed findes en forsker som Thompson, der anbringer 36 arter i slægten
Den seneste forskning i den molekylære systematik inden for gruppen og blandt beslægtede arter er udført af Oyama og Baum, og den har bekræftet, at slægten er monofyletisk, forudsat at man anbringer én art, Antirrhinum cyathiferum i en selvstændig slægt, mens to andre (tidligere registreret som henholdsvis Mohavea confertiflora og Mohavea breviflora bliver optaget. Artslisten nedenfor følger disse konklusioner.
Der er bred enighed om, at denne brede gruppe bør underdeles i tre eller fire undergrupper, men det er stadigvæk uklart, hvilket plan adskillelsen skal ske på, og hvilke arter der skal grupperes sammen. Nogle forskere følger Thompson og bruger den brede slægt Antirrhinum, som så opdeles i flere sektioner. Andre behandler Thompsons slægt som en tribus eller undertribus, som derefter opdeles i flere slægter.
Hvis man følger den rummelige slægt, bliver dens sektioner som følger:
- Sektion Antirrhinum: ca. 20 arter i Europa og Asien af samme type som Have-Løvemund (Antirrhinum majus). De fleste findes i det vestlige Middelhavsområde med vægten liggende på den Iberiske halvø.
- Sektion Orontium: 2-6 arter, som ligeledes har hjemme ved Middelhavet. Arterne i denne sektion, herunder typearten, Antirrhinum orontium, bliver ofte rubriceret under slægten Misopates.
- Sektion Saerorhinum: ca. 16 arter i Nordamerika. Det er mest enårige, og de fleste hører til i Californien, selv om man kan finde arter fra Oregon til Baja California Sur og helt østpå til Utah. Som flere andre anbragte Thompson Antirrhinum cyathiferum i denne sektion, men Oyama og Baum følger tidligere forfattere og forslår, at den bør omklassificeres til slægten Pseudorontium, mens Mohavea confertiflora og Mohavea breviflora skal optages her. Visse forfattere klassificerer arterne i denne sektion under slægterne Sairocarpus, Howelliella og Neogaerrhinum.

Her beskrives i øvrigt kun de arter, som dyrkes i Danmark.

| Beskrevne arter |

- Bredbladet løvemund (Antirrhinum latifolium)
- Haveløvemund (Antirrhinum majus)
- Blød løvemund (Antirrhinum molle)
- Stedsegrøn løvemund (Antirrhinum sempervirens)
- Siciliansk løvemund (Antirrhinum siculum)
- Agerløvemund (Antirrhinum orontium) – synonym: Misopates orontium

| Andre arter |

Section Antirrhinum
- Antirrhinum australe
- Antirrhinum barrelieri
- Antirrhinum boissieri
- Antirrhinum braun-blanquetii
- Antirrhinum charidemi
- Antirrhinum graniticum
- Antirrhinum grosii
- Antirrhinum hispanicum
- Antirrhinum lopesianum
- Antirrhinum meonanthum
- Antirrhinum microphyllum
- Antirrhinum onubensis
- Antirrhinum pertegasii
- Antirrhinum pulverulentum
- Antirrhinum rupestre
- Antirrhinum spurium
- Antirrhinum valentinum

Section Orontium
- Antirrhinum calycinum

Section Saerorhinum
- Antirrhinum breviflorum
- Antirrhinum confertiflorum
- Antirrhinum cornutum
- Antirrhinum costatum
- Antirrhinum coulterianum
- Antirrhinum fernandezcasasii
- Antirrhinum filipes
- Antirrhinum kelloggii
- Antirrhinum kingii
- Antirrhinum leptaleum
- Antirrhinum multiflorum
- Antirrhinum nuttalianum
- Antirrhinum ovatum
- Antirrhinum subcordatum
- Antirrhinum vexillo-calyculatum
- Antirrhinum virga
- Antirrhinum watsonii